# Tarbinskiellus orientalis
Tarbinskiellus orientalis är en insektsart som först beskrevs av Hermann Burmeister 1838.  Tarbinskiellus orientalis ingår i släktet Tarbinskiellus och familjen syrsor. Inga underarter finns listade i Catalogue of Life.